# Schlossgasse 2 (Dirmstein)
Das Haus Schlossgasse 2 in der rheinland-pfälzischen Ortsgemeinde Dirmstein ist ein historisches Gebäude, das neben wenigen anderen von der spätbarocken Bebauung des Niederdorfs überdauert hat. Es ist ansehnlich restauriert und steht unter Denkmalschutz.

## Geographische Lage
Das Haus steht auf einer Höhe von 102 m ü. NHN im Zentrum des Niederdorfs, wo sich die Schlossgasse und die Gerolsheimer Straße treffen. 100 m südlich steht das ehemalige Bischöfliche Schloss.

## Gebäude
Einst beherrschte der linksbündige Bau als Wohnhaus den immer noch existierenden Dreiseithof, heute dient das Haus nur noch als Nebengebäude eines Weinguts. Die giebelständige Hauptfassade zeigt nach Westen. Der zweigeschossige weiße Putzbau besitzt, wie es in Dirmstein üblich war, ein steiles Walmdach. Die Rechteckfenster im Erdgeschoss sind entsprechend der Aufteilung in Stube und Kammer angeordnet und mit spätbarocken rustizierten Gewänden und Scheitelsteinen ausgestattet. Die Fenster des ursprünglich möglicherweise in Fachwerk ausgeführten Obergeschosses wurden im Verlaufe des 19. Jahrhunderts erneuert.
Die südlich angebaute Hofmauer zur Schlossgasse hin wird von einer kleinen Pforte und einem scheitrechten Tor durchbrochen. Diese Bauteile sind jüngeren Datums, ebenso wie die heutigen Wirtschaftsgebäude und das aktuelle Wohnhaus.

## Baugeschichte
Als 1689 im Pfälzischen Erbfolgekrieg Truppen des französischen Königs Ludwig XIV. ganz Dirmstein niederbrannten, wurde auch das Niederdorf, obwohl es weniger dicht bebaut war, durch die drei Tage wütende Feuersbrunst total zerstört. Während der Phase des Wiederaufbaus zu Anfang des 18. Jahrhunderts wurde offenbar auch das Haus Schlossgasse 2 neu errichtet.